# A-5056
La A-5056 es una carretera perteneciente a la Red Complementaria de Andalucía de la provincia de Huelva, España, que comunica a Lepe con La Antilla.